# 米拉姆
米拉姆（法語：Millam，法語發音：[milam]）是法国上法蘭西大區北部省的一个市镇，属于敦刻尔克区。

## 地理
米拉姆（50°51'21"N, 2°14'54"E）面积12.44 平方千米，位于法国上法蘭西大區北部省，该省份为法国最北部的省份及最长的省份，西北濒北海，西接加来海峡省，南至埃纳省和索姆省，东与比利时接壤。
与米拉姆接壤的市镇（或旧市镇、城区）包括：梅尔克盖姆、沃尔克兰科沃、瓦特、维尔韦尔丹格、卡佩勒布鲁克。
米拉姆的时区为UTC+01:00、UTC+02:00（夏令时）。

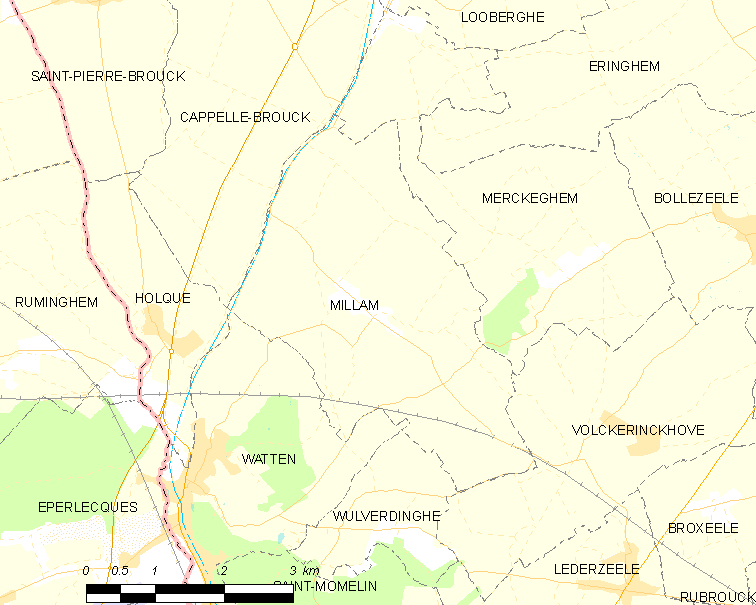
米拉姆的OSM定位图

## 行政
米拉姆的邮政编码为59143，INSEE市镇编码为59402。

## 政治
米拉姆所属的省级选区为沃尔穆特县。

## 人口

1962-2008年间米拉姆人口变化图示

米拉姆于2022年1月1日时的人口数量为843人。